# توافقية مستقبلية
التوافقية المستقبلية، أو التوافقية مع إصدارات أحدث (بالإنكليزية Forward compatibility) هي إحدى مفاهيم التوافقية في تصميم الأنظمة البرمجية (على النقيض من التوافقية مع الإصدارات الأقدم). تتطلع التوافقية المستقبلية إلى قدرة تصميم معين على تقبل مدخلات معدة لإصدارات لاحقة منه. المفهوم يمكن أن يطبق على أنظمة برمتها أو على واجهات إلكترونية أو إشارات اتصالات أو بروتوكولات تواصل البيانات أو نسق الملفات أو لغات البرمجة.